# Fordiophyton brevicaule
Fordiophyton brevicaule là một loài thực vật có hoa trong họ Mua. Loài này được C. Chen mô tả khoa học đầu tiên năm 1980.